# Monolepta rubra
Monolepta rubra is een keversoort uit de familie bladkevers (Chrysomelidae). De wetenschappelijke naam van de soort werd in 1808 gepubliceerd door Leonard Gyllenhaal.